# Wilhelm Waiblinger

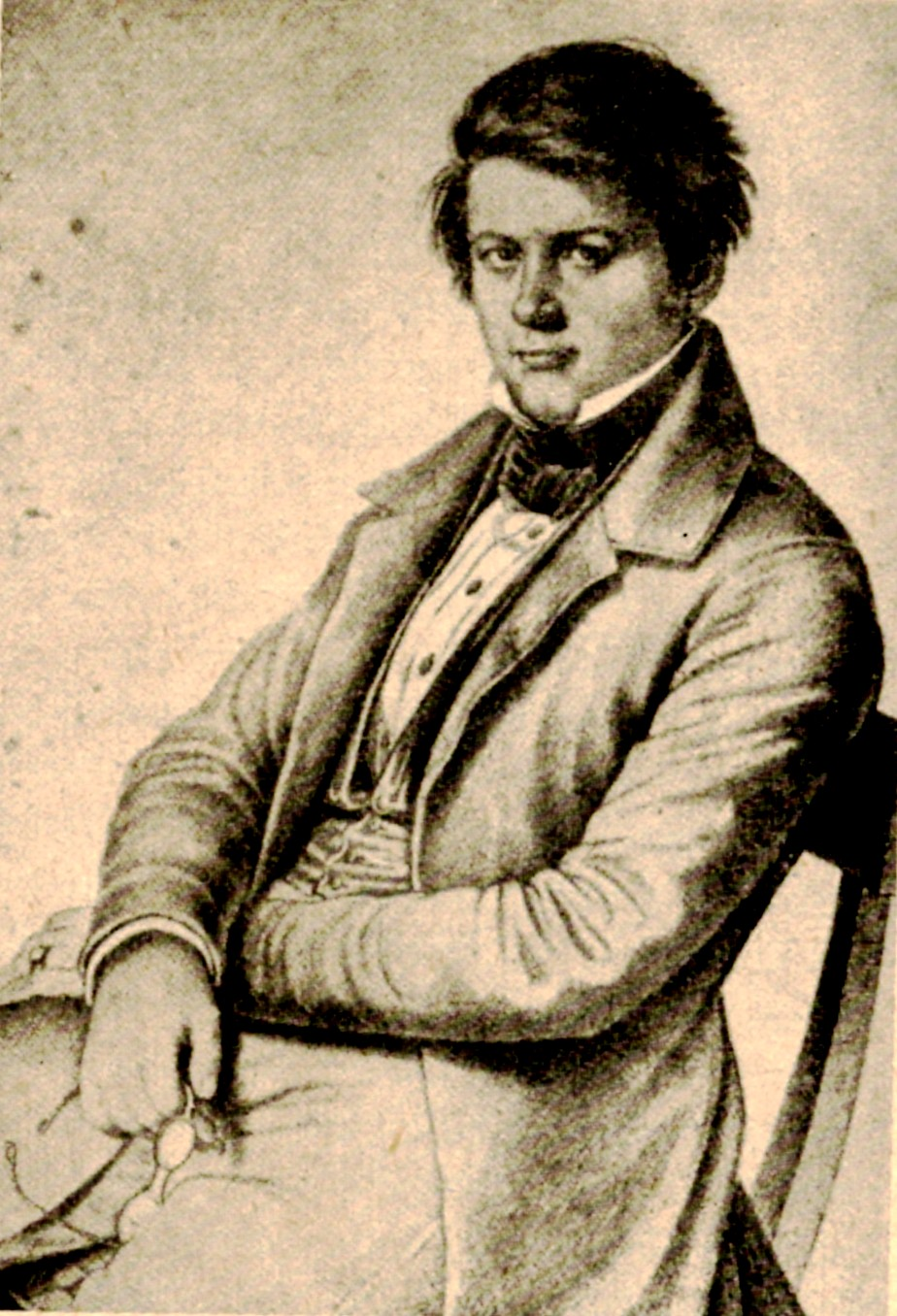
Wilhelm Waiblinger.

Wilhelm Friedrich Waiblinger, född den 21 november 1804 i Heilbronn, död den 17 januari 1830 i Rom, var en tysk författare.
Waiblinger ägde rik fantasi och lycklig formtalang, men gick under i förvildning. Han författade bland annat berättelsen Drei tage in der unterwelt (1826), Blüthen der muse aus Rom (1829) och Taschenbuch aus Italien und Griechenland (1829–30). Hans Gesammelte werke utgavs i 9 band 1839-40 (3:e upplagan 1859).